# The Skints
The Skints est un groupe de punk rock britannique, originaire de l'Est de Londres, en Angleterre. Le groupe associe punk rock,  reggae, dub, et ska. Depuis 2008, le groupe a effectué de nombreuses tournées, associé notamment aux groupes Gym Class Heroes, Reel Big Fish, Less Than Jake, The Slackers, Gogol Bordello, Bedouin Soundclash, et The King Blues..

## Biographie

### Débuts (2005–2008)
The Skints sont au départ, en 2005, un groupe d'amis lycéens fréquentant la Woodbridge High School, située à Londres. Jouant dans des bars ou pubs, ils sont repérés par diverses radios en 2007, et commencent à se produire plus fréquemment avec d'autres artistes ou groupes de l'Est londonien et dans des lieux se prêtant mieux à des concerts. 
En 2008, ils sortent leur premier EP, six titres, avec le label Do the Dog Records. Deux mois plus tard, ils effectuent leur première tournée majeure, en ouverture de The King Blues. La tournée est succès et leur permet de commencer à se faire un nom sur la scène punk underground anglaise, et leur crée de solides liens d'amitiés avec les membres de The King Blues. L'année suivante, ils commencent à tourner avec des groupes tels que The Slackers, ou The Aggrolites. Ils se produisent dans quelques festivals en 2009, le premier étant au Slam Dunk Festival à Leeds. En juillet de la même année, ils se rendent en République tchèque, au Mighty Sounds Festival. En août, ils sont au Rebellion festival à Blackpool.

### Live.Breathe.Build.Believe(2009–2010)
L'album punk reggae Live.Breathe.Build.Believe est enregistré le 9 novembre 2009.
La première tournée britannique du groupe commence par un spectacle à guichets fermés au Camden Barfly, une salle bien connue de Londres et se termine au festival punk annuel, le City Invasion Festival. Le groupe participe également au premier Rebel Alliance Tour en janvier et février 2010 et passe à la BBC Radio 1 . The Skints quitte le label Rebel Alliance Recordings en mai 2010  et réédite l'album avec le label Bomber Music, en juin 2010. Un vinyle sept pouces, avec le single Up Against The Wall', sort en octobre 2010 sur le label Seven Inch Records, comportant une version dub par  Mad Professor : Where the Raggaman Go (Mad Professor meets The Skints).

### Part and ParceletFM(depuis 2011)
Les Skints accumulent ensuite les spectacles. Ils tournent en Angleterre, Écosse, Pays de Galles, Allemagne, France, Belgique, Suisse, République tchèque, Croatie et Thaïlande, avec des groupes tête d'affiche tels que Gym Class Heroes, Easy Star All Stars, Less Than Jake, Reel Big Fish, The Slackers, The Aggrolites, Gogol Bordello, The King Blues et Bedouin Soundclash. En février 2011, les Skints accompagnent notamment le groupe ska Reel Big Fish lors de sa tournée européenne, pour leur 20e anniversaire. En octobre 2011, les Skints effectuent une tournée de 10 dates au Royaume-Uni, et terminent au Scala club à Londres. En décembre 2011, leur vidéo On the Mission contribue également à accroitre leur notoriété.
En avril 2011, The Skints lancent une campagne pour financer l'enregistrement de l'album suivant, avec des avantages exclusifs réservés aux contributeurs. L'argent nécessaire est réuni en 11 jours. En janvier 2012, ils annoncent le titre de cet album, Part and Parcel, qui est mis en vente par Bomber Music le 12 mars 2012. En octobre 2012, ils réalisent, comme un an auparavant, une nouvelle tournée de 10 dates au Royaume-Uni. Part and Parcel sort en France le 29 janvier 2013 sur le label Soulbeats Records, et cette sortie est également accompagnée d'une tournée,.
En 2015, ils publient un nouvel album, intitulé FM, qui atteint la cinquième place des Billboard Reggae Albums aux États-Unis, et la septième des Independent Albums Chart au Royaume-Uni.

## Membres
- Jamie Kyriakides - chant, batterie
- Joshua Waters Rudge - chant, guitare
- Jonathan Doyle - basse
- Marcia Richards - chant, claviers, saxophone alto, melodica, flute, guitare[1]

## Vidéographie
- On a Mission (2011)
- Ratatat (2012)
- Rise Up (2012)
- This Town (2015)